# La Ilustració Catalana
La Ilustració Catalana fue una revista ilustrada editada en Barcelona, escrita en catalán. Apareció en dos épocas independientes, la primera abarcó desde 1880 a 1894 y la segunda de 1903 a 1917, año en que cesó de forma definitiva.

## Historia

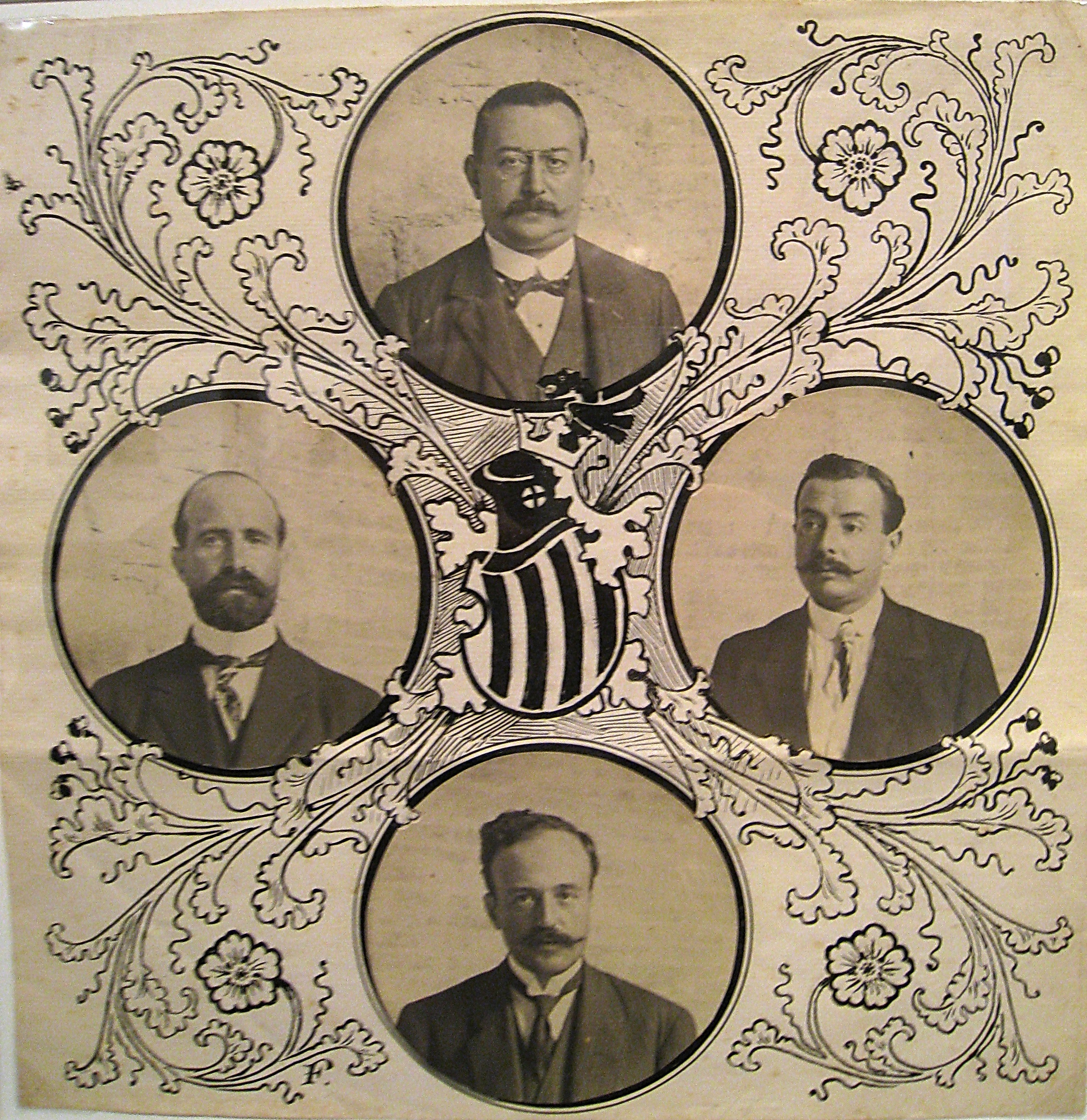
Cubierta de La Ilustració Catalana del 22 de octubre de 1911, con los cuatro presidentes de la Mancomunidad de Cataluña.

El primer número de la primera época de la revista se publicó el 10 de julio de 1880 y el último fue el 325 de 31 de marzo de 1894. La periodicidad era decenal hasta 1882 y quincenal en 1883 y 1884. Fue la primera revista gráfica en catalán publicada en Barcelona. Su primer director fue Josep Franquesa i Gomis, pero muy pronto se encargó de la dirección el propio editor Carles Sampons. Con la muerte de Carles Sampons, fue adquirida en 1883 por Francesc Matheu, quien se encargaría también de la dirección.
Publicó algunos números extraordinarios, como el dedicado a la Exposición Universal de 1888, por el cual fue premiado con la medalla de oro del certamen, y consiguió la colaboración de los principales artistas y escritores del momento. Nunca tuvo soporte oficial del Estado y se mantuvo gracias al empuje de unos editores entusiastas.
En una segunda época, de 1903 a 1917, Francesc Matheu publica una nueva versión de la revista, más moderna y adaptada al nuevo siglo. Apareció como semanario con el nombre de Ilustració Catalana, con la colaboración de Josep Alemany, antiguo director de La Ilustració Llevantina. Se convirtió en una de las principales publicaciones catalanas, donde colaboraron autores catalanes destacados como Joan Maragall, Narcís Oller, Joaquim Ruyra, Josep Carner, Josep Maria Folch i Torres, Magí Morera i Galícia, un jovencísimo Josep Maria de Sagarra y otros. Pretendía mantener vivo el espíritu que impulsó la Renaixença, pero los redactores se mostraron reticentes a adoptar la ortografía propuesta por Pompeu Fabra.
Se hizo eco del catalanismo político y cultural, participando en muchas de sus iniciativas impulsadas por algunos de sus colaboradores, y publicó el suplemento Feminal. Durante la Primera Guerra Mundial, el precio del papel se encareció muchísimo, cosa que provocó que los redactores sustituyeran la revista ilustrada por otra llamada Revista Catalana, con un presupuesto más modesto.